# Velva
La ville américaine de Velva est située dans le comté de McHenry, dans l’État du Dakota du Nord. Lors du recensement de 2010, sa population s’élevait à 1 084 habitants.

## Histoire
Velva a été fondée en 1897.

## Personnalité liée à la ville
Le correspondant de guerre Eric Sevareid est né à Velva en 1912.

## Démographie
| 1910 | 1920 | 1930 | 1940  | 1950  | 1960  |
| ---- | ---- | ---- | ----- | ----- | ----- |
| 837  | 836  | 870  | 1 017 | 1 170 | 1 330 |

| 1970  | 1980  | 1990 | 2000  | 2010  | - |
| ----- | ----- | ---- | ----- | ----- | - |
| 1 241 | 1 101 | 968  | 1 049 | 1 084 | - |

## Source
- (en) Cet article est partiellement ou en totalité issu de l’article de Wikipédia en anglais intitulé « Velva, North Dakota » (voir la liste des auteurs).